# Bagh (quận Dhar)
Bagh là một thị trấn thống kê (census town) của quận Dhar thuộc bang Madhya Pradesh, Ấn Độ.

## Địa lý
Bagh có vị trí 22°22′B 74°46′Đ / 22,37°B 74,77°Đ Nó có độ cao trung bình là 240 mét (787 foot).

## Nhân khẩu
Theo điều tra dân số năm 2001 của Ấn Độ, Bagh có dân số 7415 người. Phái nam chiếm 51% tổng số dân và phái nữ chiếm 49%. Bagh có tỷ lệ 63% biết đọc biết viết, cao hơn tỷ lệ trung bình toàn quốc là 59,5%: tỷ lệ cho phái nam là 71%, và tỷ lệ cho phái nữ là 54%. Tại Bagh, 16% dân số nhỏ hơn 6 tuổi.